# Зірвикаптур (герб)
Зірвикаптур (пол. Zerwikaptur, Koziegłowy) – шляхетський герб.

## Опис герба
Кольори герба виражаються по-різному, через різні джерела.
- Найстаріше джерело, тгербовник арсенальський з початку XVI ст.[1] містить такий опис: у срібному полі три сірі козячі голови в стовп. Подібно бланзонує герб Зірвикаптур Лонгинуса Підбийп'ятки Генрік Сенкевич у романі" Вогнем і мечем.
- Каспер Несецький в Гerbarzu polskim (видання Борвища, 1839-1846) визначає поле щита, як брудне (sic!) а голови, як сірі.
- Йоханнес Баптиста Рєстар в Armorial général (1884-1887) поміщає голови кольору натуральної барви в чорному полі.
- У геральдичному живописі на стіні замку у Баранові-Сандомирському в червоному полі були розміщені білі (срібні) голови.

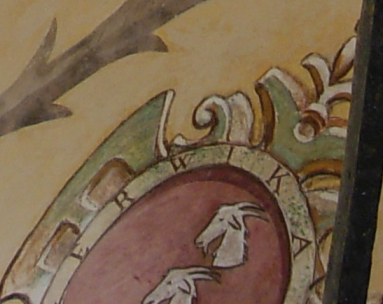
Герб в замку у Баранові-Сандомирському

Встановлення правильних, первинних кольорів герба проблематичне через відсутність середньовічних печаток із його зображенням. З цих причин незрозумілим є зовнішній вигляд клейноду.
Найчастіше у клейноді розташовано три або п'ять страусиних пір'їн.

## Історія
Рік заснування: за переказами між 1106 і 1120 роками. Легенда говорить про зняття трьох голів одним ударом меча вживалася у творі Генріка Сенкевича " Вогнем і мечем (Лонгинус Підбийп'ятка герба Зірвикаптур). Печатка, як і записи середньовічних джерел відсутні. Герб відомий з Клейнодів Длогуша, гербовника Амвросія і, так званого Гербовника арсенальського. Представники гербового роду Зірвикаптур жили в землі краківській, бялаподляській і в Мазовії.

## Гербовий рід
Bionetowski, Cieszkowski, Ciszkiewicz, Dobrogwił, Drogosław, Kasperowicz, Koziegłowski, Mielniczek, Minołgański, Pasiowski, Podbipięta, Połłupięta, Tyniewicki, Tytko, Zbigwicz, Zerwikaptur, Zgleczewski.